# Viktor Berezhnoy
Pour les articles homonymes, voir Berejnoï.
Viktor Berezhnoy (en russe : Виктор Викторович Бережной, Viktor Viktorovitch Berejnoï), né le 20 février 1961, est un ancien joueur soviétique et ukrainien de basket-ball, évoluant au poste d'ailier. Il est devenu entraîneur.

## Palmarès
- 3e du championnat d'Europe 1989
- Finaliste du championnat du monde 1990